# Daisuke Obara
Daisuke Obara (jap. 小原 大輔, Obara Daisuke; * 4. Juni 1981 in Kushiro, Hokkaidō) ist ein japanischer Eishockeyspieler, der seit 2022 bei den Tōhoku Free Blades in der Asia League Ice Hockey unter Vertrag steht.

## Karriere
Daisuke Obara begann mit dem Eishockey in der zweiten Klasse an der Ashino-Grundschule in Kushiro und wechselte dann zur Keiun-Mittelschule in einem anderen Schulbezirk wegen deren starker Eishockeymannschaft. Anschließend besuchte er bis 2000 die mehr als 200 km entfernte zur Komazawa-Universität gehörende Oberschule in Tomakomai, die seit den 70er Jahren regelmäßig die nationalen Oberschulmeisterschaften gewinnt.
In der Spielzeit 2002/03 spielte der Stürmer für das Team der Waseda-Universität. Daran anschließend zog es ihn nach Nordamerika, wo er in der folgenden Spielzeit für verschiedene Teams der East Coast Hockey League auf dem Eis stand. 2004 wechselte er in die ein Jahr zuvor gegründete Asia League Ice Hockey zum Kokudo Ice Hockey Club, dessen Profi-Mannschaft sich seit einer Fusion 2006 Seibu Prince Rabbits nannte. Mit Kokudo gewann er 2005 und 2006 die Asia League. 2007 und 2009 erreichte er mit den Seibu Prince Rabbits das Play-off-Finale, das jedoch jeweils verloren ging. Dafür gewann er mit den Rabbits 2008 und 2009 den japanischen Meistertitel. Nachdem das Team aus Nishitōkyō 2009 aus finanziellen Gründen aufgelöst worden war, wechselte er zu den Nippon Paper Cranes aus seiner Geburtsstadt Kushiro, mit denen er zunächst 2010 und 2011 den japanischen Landesmeistertitel und 2014 auch die Asia League gewinnen konnte. Nach diesem Erfolg zog es ihn zu den Ōji Eagles, für die er bis 2020 auf dem Eis stand. Anschließend spielte er für die East Hokkaido Cranes wieder in Kushiro, bevor er 2022 zu den Tōhoku Free Blades wechselte.

### International
Für Japan nahm Obara im Juniorenbereich an der U20-C-Weltmeisterschaft 2000 und der Division II der U20-Weltmeisterschaft 2001 teil. Für das japanische Herren-Team spielte er bei den Weltmeisterschaften 2003 und 2004. Nach dem Abstieg der Asiaten aus der Top-Division war er für Japan 2006, 2007, 2008, 2009, 2014, 2015, 2016 und 2017, als er Torschützenkönig und Topscorer des Turniers war, in der Division I aktiv.
2006 und 2007 nahm Obara am Deutschland-Cup teil, belegte mit der japanischen Auswahl aber jeweils nur den sechsten und letzten Platz. Bei den Winter-Asienspielen 2007 in Changchun gewann er mit seiner Mannschaft durch einen 3:2-Erfolg im entscheidenden Spiel gegen Kasachstan den Titel. Zudem nahm er an beiden Qualifikationsturnieren für die Olympischen Winterspiele 2010 in Vancouver teil. Nachdem die Japaner die erste Qualifikationsrunde im polnischen Sanok gewinnen konnten, mussten sie in der zweiten Runde in Hannover die Überlegenheit der Deutschen und der Österreicher anerkennen und belegten lediglich den dritten Platz vor Slowenien. Auch bei den Olympiaqualifikationen für die Spiele 2014 in Sotschi und 2018 in Pyeongchang stand Obara auf dem Eis. Beim Deutschland Cup 2007 belegte er mit der japanischen Auswahl den fünften Rang.

## Erfolge und Auszeichnungen
- 2005 Gewinn der Asia League Ice Hockey mit dem Kokudo Ice Hockey Club
- 2006 Gewinn der Asia League Ice Hockey mit dem Kokudo Ice Hockey Club
- 2008 Japanischer Meister mit den Seibu Prince Rabbits
- 2009 Japanischer Meister mit den Seibu Prince Rabbits
- 2010 Japanischer Meister mit den Nippon Paper Cranes
- 2011 Japanischer Meister mit den Nippon Paper Cranes
- 2014 Gewinn der Asia League Ice Hockey mit den Nippon Paper Cranes

### International
- 2007 Goldmedaille bei den Winter-Asienspielen
- 2017 Topscorer der Weltmeisterschaft der Division I, Gruppe B
- 2017 Bester Torschütze der Weltmeisterschaft der Division I, Gruppe B

## Asia-League-Statistik
(Stand: Ende der Saison 2022/23)